# توريموتشا (قصرش)
بلدية توريموتشا (بالإسبانية: Torremocha)‏، هي بلدية تقع في مقاطعة قصرش والتي تقع في منطقة إكستريمادورا، غرب إسبانيا.
يبلغ عدد سكانها 1.227 نسمة وفقاً لإحصائية سنة (2002).

## أعلام
- ماجدالينا فاليريو